# Scherzo n.º 2 (Chopin)
El Scherzo No. 2 en si♭ menor, op. 31 es una pieza musical para piano solo de Frédéric Chopin. Su forma musical es scherzo. La obra fue compuesta y publicada en 1837 y fue dedicada a la condesa Adèle Fürstenstein. Robert Schumann comparó este scherzo con un poema de Byron, "tan rebosante de ternura, audacia, amor y desprecio". Según Wilhelm von Lenz, un alumno de Chopin, el compositor dijo que la famosa apertura sotto voce era una pregunta y la segunda frase la respuesta: "Para Chopin nunca fue lo suficientemente cuestionable, nunca lo suficientemente suave, nunca lo suficientemente abovedado (tombe). Debe ser un osario". Huneker se regocija diciendo: "¡Qué escritura tan magistral, y se encuentra en el corazón mismo del piano! Es posible que cien generaciones no mejoren en estas páginas."
La obra está dedicada a Adele de Fürstenstein.

## Estructura
El comienzo está marcado Presto y comienza en la tonalidad de si♭ menor. Sin embargo, la mayor parte de la obra está escrita en re♭ mayor. La apertura de la pieza consta de dos acordes arpegiados en pianissimo, y después de una pausa momentánea, entra un conjunto de acordes en fortissimo, antes de volver a los acordes arpegiados silenciosos. Luego, la pieza pasa a una sección de arpegios que conduce a la con anima. Luego, la sección del medio aparece en la mayor. Después de que termina la sección central (modulando a si bemol menor), la primera sección reaparece con una coda.

## En la cultura popular
La pieza se escucha en el episodio de Woody Woodpecker "Musical Moments From Chopin". También se escucha un fragmento en la película Witness to murder, de 1954, con Barbara Stanwyck.